# Änikkä
Änikkä är en sjö i kommunen Ruokolax i landskapet Södra Karelen i Finland. Sjön ligger 96,2 meter över havet. Den är 11,87 meter djup. Arean är 79 hektar och strandlinjen är 6,96 kilometer lång. Sjön  ingår i Hiitolanjokis huvudavrinningsområde.   Den ligger omkring 61 km nordöst om Villmanstrand och omkring 260 km nordöst om Helsingfors. 
I sjön finns öarna Ellisaari, Korpisaari och Papsaari. 